# NGC 5103
NGC 5103 (другие обозначения — UGC 8388, ZWG 218.1, MCG 7-27-62, PRC C-44, ZWG 217.31, PGC 46552) — галактика в созвездии Гончие Псы.
Содержит 5.1 × 108 M⊙ атомарного водорода. В оптическом диапазоне напоминает NGC 2685. Обычно кинематика H I и ионизированного газа совпадают, даже в тех случаях, когда газы распределены в разных частях галактики. NGC 5103 является единственным необъясненным примером исключения из этого правила.
Этот объект входит в число перечисленных в оригинальной редакции «Нового общего каталога».